# Paraclius obscurus
Paraclius obscurus är en tvåvingeart som beskrevs av Van Duzee 1931. Paraclius obscurus ingår i släktet Paraclius och familjen styltflugor.
Artens utbredningsområde är Panama. Inga underarter finns listade i Catalogue of Life.